# Xanthorhoe infernaria
Xanthorhoe infernaria är en fjärilsart som beskrevs av Bang-haas 1910. Xanthorhoe infernaria ingår i släktet Xanthorhoe och familjen mätare. Inga underarter finns listade i Catalogue of Life.